# Bass Hill, New South Wales
Bass Hill este o suburbie în Sydney, Australia.